# Rozhodování za rizika v manažerském prostředí
V manažerském prostředí dochází při různých činnostech k rozhodování. Rozhodování je proces, v rámci kterého si subjekt vybírá nejlepší možnost ze všech adekvátních možností při dané situaci. Z manažerského hlediska je tato činnost stěžejní pro stabilní fungování daného subjektu. Špatné rozhodnutí může nenávratně ovlivnit procesy fungování firmy.
Veškerá rozhodnutí jsou ovlivňovány rizikem a nejistotou. Definice rizik je nespočet; obecně vzato lze na riziko nahlížet jako na pravděpodobnou hodnotu ztráty, která vzniká danému subjektu při realizaci daného nebezpečí.  Riziko představuje kombinaci pravděpodobnosti daného scénáře a jejího důsledku.  Riziko může být vyjádřeno v peněžních či jiných hodnotách. V manažerském prostředí se vyskytují různé druhy rizik, jako například:
- Ekonomická rizika – inflace, kurzy, úvěrová krize,
- Legislativní rizika – vznik nebo změna zákona,
- Logistická rizika – náhlá změna odběratele/dodavatele,
- Ekologická rizika – změna klimatu, povodně,
- Sociální rizika – špatné rozhodnutí manažera,
- Technologická rizika – využití nevhodných technologií,
- Kybernetická rizika – napadení dat hackerem.

## Rozhodovací proces
V rámci rozhodovacího procesu se rozlišují typicky čtyři fáze, které na sebe navazují. 

### Analýza prostředí
V rámci analýzy se získávají informace, které by mohly poškodit stabilní procesy daného prostředí. Tyto informace se následně mezi sebou porovnávají a vyhodnocují tak, aby bylo dosaženo co nejlepších výsledků. Identifikace se zaznamenává do tzv. portfolia rizik, kde jsou všechna rizika vypsány a zároveň k nim je přiřazena priorita. Priorita je důležitou součástí pro připsání hodnoty daného rizika. Znázorňuje tak důležitost, kterou určuje pravděpodobnost a dopady rizika. Pro identifikaci se využívají různé metody, jako jsou například:
- ETA (Event Tree Analysis) – Metoda nazývaná analýzou stromu událostí, v rámci které se technicky analyzuje a vyhodnocuje průběh událostí, které mohou vést k nehodě.
- PHA (Prelimary hazard analysis) – V rámci této metody se využívá tzv. matice nebezpečnosti, která určuje skupinu rizik ohrožující daný subjekt. Brainstorming

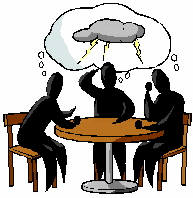
Brainstorming

- HRA (Human Reliability Analysis) – Jedná se o systematickou metodu, která vyhodnocuje pravděpodobnost vzniku chyby v rámci lidské činnosti.
- W-I (What if?) – Tato metoda je nejznámější a nejméně nákladnou metodou identifikace rizik; jedná se o  tzv. brainstorming, v rámci kterého lze dosáhnout velkého spektra rizik. [3]
- Analýza rizik (Risk Analysis) – V rámci této metody lze rozeznávat tři kategorie, která se využívají pro hodnocení rizik; tyto kategorie lze definovat jako hodnocení rizik, řízení rizik a komunikace rizika. Jedná se o činnosti, na základě kterých lze analyzovat prostředí, ve kterém se rizika nachází a nadále s nimi pracovat. [4]

### Návrh řešení
Po dokončení identifikace je zapotřebí zvolit správný návrh řešení. Je zapotřebí si při této činnosti uvědomit, že většinově na jedno riziko je možné uplatnit několik druhů řešení, nicméně se musí vyhodnotit, které řešení je pro danou situaci nejefektivnější. Možnosti řešení jsou následující:
- Retence – metoda v rámci které nechává subjekt daná rizika působit.

- Redukce  – metoda snižování rizik, které lze docílit pomocí:
  - Transfer – jedná se o metodu, kdy si subjekt sjedná smlouvu u příslušné organizace pro přenesení rizika; typické pro leasing.
  - Diverzifikace  – je metodou, v rámci které lze riziko rozdělit na několik subjektů; typickým příkladem jsou akcie.

### Volba řešení
Volba řešení je důležitou fází procesu rozhodování mezi různými možnostmi řešení. Tento proces vyžaduje zvážení všech relevantních faktorů, jako jsou náklady, časová omezení, dostupné zdroje a potřeby daných subjektů. Nejlepší volbou řešení bývá ta, která nejlépe splňuje požadavky a přináší největší užitek; v manažerském prostředí to bývá často zisk. Samotná volba je rozhodující pro fungování procesů daného subjektu.

### Kontrola výsledků
Nezbytnou součástí procesu je kontrola a monitorování rizik. Kontrola spočívá v identifikaci skutečných a plánovaných cílů daného subjektu. Cílem je hledat možné odchylky od plánovaných cílů, kterých se subjekt snaží dosáhnout. Řízení rizik lze rozdělit na interní kontroly (např. interní audity), které se provádějí uvnitř organizace, a externí kontroly (např. outsourcing), které se provádějí mimo organizaci. Kontroly se nejčastěji používají při finanční analýze podniku, aby bylo možné včas identifikovat hrozící rizika. Jedná se o nástroj zvaný controlling, který se z počátku zaměřoval pouze na výsledek hospodaření účetní jednotky, později se přidaly výnosy a náklady a kontrolní proces se začal blíže zaměřovat na jednotlivé finanční složky účetní jednotky, jako je výše mezd zaměstnanců, závazky vůči dodavatelům a platební neschopnost.

## Metody rozhodování
Metody využívající se pro rozhodování za rizika jsou významným nástrojem pro předvídání špatného rozhodnutí vedoucí ke zhoršení životní situace subjektu.  Některé organizace provádějí hodnocení rizik prostřednictvím přísných rámců, zatímco jiné zvažují rizika prostřednictvím nestandardní metodologie.  Při rozhodování v manažerském prostředí hraje významnou roli zisk. Pro zjištění výše výnosu se využívají tři základní finanční metody:
- Empirické –  při rozhodování se vychází ze zkušeností, znalostí nebo intuice,
- Exaktní –  podložení kvantitativními výsledky vyplývající ze statistik nebo analýz,
- Heuristické –  spojení dvou výše uvedených.

## Kvalita rozhodování
Kvalitu rozhodování lze posoudit na základě několika kritérií :
- Dosažení stanovených cílů – Před rozhodnutím je vhodné se zaměřit na specifické a realistické cíle, jejich vytyčení usnadní jejich dosažení. Na základě dané přípravy lze dosáhnout vyšší kvality rozhodování.
- Získané informace a jejich kvalita – Počet získaných informacích může významně ovlivnit rozhodovací proces daného subjektu; stejně tak jako kvalita daných informací. V době, kdy je dostupnost informací obrovská, je pro subjekt klíčová schopnost rozpoznat a vybrat kvalitní zdroje. Získané zdroje by měly být vždy důvěryhodné a odpovídající realitě.
- Existující varianty a jejich rozdíly – Čím více je variant rozhodování, tím více je proces rozhodování složitější, což vede k možné chybovosti ve správném výběru dané varianty. Z tohoto důvodu je důležité mít o daných variantách dostatek informací a znát rozdíly mezi nimi; především umět zhodnotit pozitivní a negativní stránky, které mohou napomoci ke správnému rozhodnutí.
- Využívání znalostí a zkušeností – Subjekt, který dané znalosti a zkušenosti využívá, se musí neustále vzdělávat, aby dokázal efektivně využívat dostupné zdroje a dosahovat nejlepších výsledků. Zkušenosti poskytují pocit jistoty a sebedůvěry ve vlastní schopnosti rozhodovat se a přizpůsobovat se novým situacím.
- Využívání teorie rozhodování v praxi – Pro rozhodování za nejistoty je výhodné se pro subjekt opřít o teorii, která může být pro rozhodovatele tzv. vodítkem. Pokud se teorie aplikuje správně a efektivně, může poskytnout nástroje pro řešení problémů a vytváření inovativních řešení.

## Přístupy daného subjektu k rozhodování o riziku
Rizika často bývají vyjadřována na základě subjektivního posouzení. Pro určitý subjekt může být realizace rizika negativní a pro někoho pozitivní; často vnímaná jako příležitost. Přístup k rizikům závisí na faktorech, které ovlivňují subjektivní postoj. Jedná se zejména o tyto faktory:
- známost rizika,
- pohlaví,
- stáří jedince,
- frekventovanost rizika,
- vzdělání,
- prostředí,
- dopady rizika,
- nedobrovolnost,
- zdravotní újma.

Přístupy bývají zpravidla vyjadřovány tři. 

### Averze k riziku
Subjekt se v rámci averze obává daných rizik a na základě tohoto strachu své chování přizpůsobuje tak, aby zamezil působení nepříznivých dopadů. Subjekt se snaží o snižování rizika na jeho přijatelnou úroveň, kterou se snaží přiblížit k bezpečí a ochraně; zároveň však může bránit v možnostech růstu a dosahování významných cílů, které mohou přinášet vyšší riziko. 

### Sklon k riziku
Při sklonu k riziku subjekt daná rizika vyhledává. Tato situace nastává v případě, že z podstoupeného rizika nastane zisk. 

### Neutrální postoj
Neutrální postoj je fáze, kdy subjekt rizika ani nevyhledává a ani k nim nemá averzi. Subjekt volí tzv. bezpečnou cestu, v rámci které se dostane k příznivému výsledku se snesitelnými riziky.